# GATES OF HEAVEN
『GATES OF HEAVEN』（ゲーツ・オブ・ヘヴン）は、日本のロックバンド・Do As Infinityが2003年11月27日にavex traxから発売した5枚目のオリジナルアルバムである。

## 内容
前作『Do The Live』から約8ヶ月ぶり、オリジナルアルバムとしては前作『TRUE SONG』から11ヶ月ぶりの作品。
タイトルは前作のタイトルがGで終わっているため、G始まりとなっている。今作より参加ミュージシャンがどの楽曲を担当したのか細分化された。
前作に引き続きCCCD規格で発売され、初回プレス仕様にはボーナストラックが収録された。
オリコンチャート初登場3位を獲得。オリジナルアルバムとしては『DEEP FOREST』以来2作ぶりにトップ3入りを果たし、前作に続き年間チャート入り、日本レコード協会からのゴールドディスク認定を受けている。
2005年2月16日には廉価版紙ジャケット仕様の期間限定生産盤として、2008年11月10日にはメジャーデビュー10周年突入を記念してHQCD規格の期間限定生産盤としてそれぞれ再発売された。

## 収録曲
| 全作詞・作曲: D・A・I（#4、作曲: 大渡亮）、全編曲: D・A・I、Seiji Kameda。 |                                                                  |                               |                               |      |
| #                                                                          | タイトル                                                         | 作詞                          | 作曲・編曲                    | 時間 |
| 1.                                                                         | 「Gates of heaven」                                              | D・A・I （#4、作曲: 大渡亮 ） | D・A・I （#4、作曲: 大渡亮 ） | 4:07 |
| 2.                                                                         | 「本日ハ晴天ナリ」                                               | D・A・I （#4、作曲: 大渡亮 ） | D・A・I （#4、作曲: 大渡亮 ） | 3:16 |
| 3.                                                                         | 「柊」                                                           | D・A・I （#4、作曲: 大渡亮 ） | D・A・I （#4、作曲: 大渡亮 ） | 4:29 |
| 4.                                                                         | 「アザヤカナハナ」                                               | D・A・I （#4、作曲: 大渡亮 ） | D・A・I （#4、作曲: 大渡亮 ） | 5:22 |
| 5.                                                                         | 「魔法の言葉〜Would you marry me?〜」                            | D・A・I （#4、作曲: 大渡亮 ） | D・A・I （#4、作曲: 大渡亮 ） | 4:21 |
| 6.                                                                         | 「ブランコ」                                                     | D・A・I （#4、作曲: 大渡亮 ） | D・A・I （#4、作曲: 大渡亮 ） | 5:08 |
| 7.                                                                         | 「D/N/A」                                                        | D・A・I （#4、作曲: 大渡亮 ） | D・A・I （#4、作曲: 大渡亮 ） | 3:49 |
| 8.                                                                         | 「Weeds」                                                        | D・A・I （#4、作曲: 大渡亮 ） | D・A・I （#4、作曲: 大渡亮 ） | 4:24 |
| 9.                                                                         | 「Field of dreams」                                              | D・A・I （#4、作曲: 大渡亮 ） | D・A・I （#4、作曲: 大渡亮 ） | 4:56 |
| 10.                                                                        | 「科学の夜」                                                     | D・A・I （#4、作曲: 大渡亮 ） | D・A・I （#4、作曲: 大渡亮 ） | 5:08 |
| 11.                                                                        | 「Thanksgiving Day」                                             | D・A・I （#4、作曲: 大渡亮 ） | D・A・I （#4、作曲: 大渡亮 ） | 3:39 |
| 12.                                                                        | 「本日ハ晴天ナリ (a-nation 2003 Live ver.)」(ボーナス・トラック) | D・A・I （#4、作曲: 大渡亮 ） | D・A・I （#4、作曲: 大渡亮 ） | 3:28 |
| 合計時間:                                                                  | 合計時間:                                                        | 52:07                         |                               |      |

### 解説
1. Gates of heaven
今作の表題曲。
2. 本日ハ晴天ナリ
16thシングルの表題曲。
3. 柊
17thシングルの表題曲。
4. アザヤカナハナ
この楽曲のみ長尾大ではなく、大渡亮が作曲を担当しており、後に自身が結成したスリーピースロックバンド・ミサイルイノベーションの1stアルバム『ミサイルイノベーション』の収録曲「鮮やかな花」としてセルフカバーをしている。
5. 魔法の言葉〜Would you marry me?〜
15thシングル。表記はないがアルバムバージョンであり、冒頭の「Would you marry me?」と末尾の「Yes, I will.」という台詞部分がカットされている。
6. ブランコ
7. D/N/A
8. Weeds
9. Field of dreams
10. 科学の夜
11. Thanksgiving Day
12. 本日ハ晴天ナリ (a-nation 2003 Live ver.)
16thシングルの表題曲のライブバージョン。

## 参加ミュージシャン
Do As Infinity
- 伴都美子：Vox (全曲)、Chorus (#1,2,5〜11)
- 大渡亮：Guitar (全曲)、Chorus (#2,4)
- 長尾大

Support Musician
- 飯田高広：Programming (#1,3,6〜8,11)
- 中山信彦：Programming (#4,5,10)
- 河村"カースケ"智康：Drums (#1,4,9,10)
- 松本淳：Drums (#2,5,12)
- 亀田誠治：Bass (#1〜11)
- 島本道太郎：Bass (#12)
- 林部直樹：Guitar (#12)
- 上杉洋史：Keyboards (#3,4,9)
- 皆川真人：Keyboards (#6,7)
- 高瀬順：Keyboards (#12)
- 金原ストリングス：Strings (#3,5)
- YOKAN：Brass (#4)、Flugel Horn (#8)
- 西村浩二：Trumpet (#5)
- 村田陽一：Trombone (#5)[注 2]
- 山本拓夫：Sax (#5)
- 浜野和子：Chorus (#3,12)

## タイアップ
- コナミデジタルエンタテインメント製PlayStation 2専用ゲームソフト『ウイニングイレブンタクティクス』テーマソング (#2)
- TBS系列水曜ドラマ『恋文 〜私たちが愛した男〜』主題歌 (#3)
- TBS系列ドラマ30『ショコラ』主題歌 (#5)